# 104052 Zachery
104052 Zachery este o planetă minoră (asteroid) din centura de asteroizi. A fost descoperită pe 6 martie 2000 la Lake Tekapo⁠(d) de Nigel Brady⁠(d). 
Obiectul prezintă o orbită caracterizată de o semiaxă mare de 2,6499470292551 UAi, o excentricitate de 0,22, o înclinație de 12,5 ° în raport cu ecliptica.